# Kerbang Langgar
Kerbang Langgar is een bestuurslaag in het regentschap Lampung Barat van de provincie Lampung, Indonesië. Kerbang Langgar telt 660 inwoners (volkstelling 2010).